# Ҝ (кирилиця)
Ҝ, ҝ — кирилична літера, утворена від К. Займає 15-ту позицію в азербайджанській кириличній абетці, позначаючи звук /gʲ/. При латинізації абетки 1991 року її відповідником стала G.